# José Joaquín de Silva-Bazán
José Joaquín de Silva-Bazán y Sarmiento, né à Madrid le 3 décembre 1734 où il est mort le 2 février 1802), IXe marquis de Santa Cruz et Grand d’Espagne, chevalier de l’ordre de la Toison d’or, est un aristocrate espagnol de la Maison royale.

## Biographie
Il est également 8e marquis de Villasor, 7e marquis de Viso, 6e marquis d’Arcicóllar, comte de Bayonne et de Montesanto, baron de Sant Boi et seigneur de Valdepeñas, et deux fois grand d’Espagne.
Il est le fils de Pedro de Silva-Bazán y Alagón, 8e marquis de Santa Cruz, majordome de l’infant Felipe de Bourbon-Parme, et María Cayetana Sarmiento y Dávila, son épouse, comtesse de Pie de Concha et 5e marquise d’Arcicóllar, fille des comtes de Salvatierra. Il est le frère de l’universitaire Pedro de Silva y Sarmiento de Alagón et de Mariana de Silva-Bazán y Sarmiento, duchesse de Huéscar et mère de la célèbre duchesse Cayetana de Alba.
Il n’a que dix ans à la mort de son père. Le 2 février 1755, il épouse María de la Soledad Fernández de la Cueva y Silva. Ce mariage est bref car Soledad meurt sept ans plus tard, à l’âge de vingt-sept ans.
En 1781, il épouse Mariana de Waldstein, marquise de Santa Cruz.